# Список флагманов и флагманов флота ВМФ СССР (1935—1940)
Список высшего командного состава Морских сил Рабоче-Крестьянской Красной Армии СССР содержит фамилии получивших звание флагман 2-го ранга, флагман 1-го ранга, флагман флота 2-го ранга, флагман флота 1-го ранга в период с 1935 по 1940 год.

## Список
| Список высшего командного состава МС РККА 1935—1940 г. | Список высшего командного состава МС РККА 1935—1940 г. | Список высшего командного состава МС РККА 1935—1940 г. | Список высшего командного состава МС РККА 1935—1940 г. | Список высшего командного состава МС РККА 1935—1940 г. | Список высшего командного состава МС РККА 1935—1940 г. | Список высшего командного состава МС РККА 1935—1940 г. |
| Ф. И. О.                                               | Годы жизни                                             | флагман 2-го ранга                                     | флагман 1-го ранга                                     | флагман флота 2-го ранга                               | флагман флота 1-го ранга                               | звание после 07.05.1940 г.                             |
| ------------------------------------------------------ | ------------------------------------------------------ | ------------------------------------------------------ | ------------------------------------------------------ | ------------------------------------------------------ | ------------------------------------------------------ | ------------------------------------------------------ |
| Алафузов, Владимир Антонович                           | 1901—1966                                              | 28.01.1940                                             | —                                                      | —                                                      | —                                                      | 04.06.1940                                             |
| Арапов, Михаил Иванович                                | 1898—1947                                              | 29.07.1939                                             | —                                                      | —                                                      | —                                                      | 04.06.1940                                             |
| Бологов, Николай Александрович                         | 1894—1969                                              | 13.03.1938                                             | —                                                      | —                                                      | —                                                      | 04.06.1940                                             |
| Броневицкий, Пётр Семёнович                            | 1891—1949                                              | 28.03.1939                                             | —                                                      | —                                                      | —                                                      | 04.06.1940                                             |
| Васильев, Александр Васильевич                         | 1887—1938                                              | 28.11.1935                                             | —                                                      | —                                                      | —                                                      | —                                                      |
| Васильев, Григорий Васильевич                          | 1893—1943                                              | 28.11.1935                                             | —                                                      | —                                                      | —                                                      | —                                                      |
| Векман, Александр Карлович                             | 1884—1955                                              | —                                                      | 26.11.1935                                             | —                                                      | —                                                      | 04.06.1940                                             |
| Викторов, Михаил Владимирович                          | 1894—1938                                              | —                                                      | —                                                      | —                                                      | 20.11.1935                                             | —                                                      |
| Виноградский, Георгий Георгиевич                       | 1890—1938                                              | 28.11.1935                                             | —                                                      | —                                                      | —                                                      | —                                                      |
| Галкин, Георгий Павлович                               | 1896—1938                                              | 26.11.1935                                             | —                                                      | —                                                      | —                                                      | —                                                      |
| Галлер, Лев Михайлович                                 | 1883—1950                                              | —                                                      | —                                                      | 20.11.1935                                             | —                                                      | 04.06.1940                                             |
| Головко, Арсений Григорьевич                           | 1903—1962                                              | 29.07.1939                                             | —                                                      | —                                                      | —                                                      | 04.06.1940                                             |
| Гончаров, Леонид Георгиевич                            | 1885—1948                                              | 15.03.1936                                             | 03.04.1939                                             | —                                                      | —                                                      | 04.06.1940                                             |
| Грен, Иван Иванович                                    | 1899—1960                                              | 26.11.1935                                             | —                                                      | —                                                      | —                                                      | 04.06.1940                                             |
| Дмитриев, Иван Николаевич                              | 1877—1948                                              | 29.07.1939                                             | —                                                      | —                                                      | —                                                      | 04.06.1940                                             |
| Дрозд, Валентин Петрович                               | 1906—1943                                              | 09.04.1939                                             | —                                                      | —                                                      | —                                                      | 04.06.1940                                             |
| Душенов, Константин Иванович                           | 1895—1940                                              | —                                                      | 20.11.1935                                             | —                                                      | —                                                      | —                                                      |
| Егорьев, Всеволод Евгеньевич                           | 1883—1967                                              | 28.03.1939                                             | —                                                      | —                                                      | —                                                      | 04.06.1940                                             |
| Заяц, Николай Филиппович                               | 1885—1949                                              | 28.03.1939                                             | —                                                      | —                                                      | —                                                      | 04.06.1940                                             |
| Иванов, Вадим Иванович                                 | 1893—1958                                              | 04.11.1936                                             | —                                                      | —                                                      | —                                                      | 04.06.1940                                             |
| Исаков, Дмитрий Павлович                               | 1895—1947                                              | 20.11.1935                                             | —                                                      | —                                                      | —                                                      | 10.09.1943                                             |
| Исаков, Иван Степанович                                | 1894—1967                                              | 01.09.1937                                             | 22.02.1938                                             | 03.04.1939                                             | —                                                      | 04.06.1940                                             |
| Кадацкий-Руднев, Иван Никитич                          | 1889—1938                                              | —                                                      | 20.11.1935                                             | —                                                      | —                                                      | —                                                      |
| Киреев, Григорий Петрович                              | 1890—1938                                              | —                                                      | 20.11.1935                                             | —                                                      | —                                                      | —                                                      |
| Кожанов, Иван Кузьмич                                  | 1897—1938                                              | —                                                      | —                                                      | 20.11.1935                                             | —                                                      | —                                                      |
| Крылов, Фотий Иванович                                 | 1896—1948                                              | 26.12.1936                                             | —                                                      | —                                                      | —                                                      | 04.06.1940                                             |
| Кузнецов, Аполлон Александрович                        | 1892—1960                                              | 15.01.1940                                             | —                                                      | —                                                      | —                                                      | 04.06.1940                                             |
| Кузнецов, Николай Герасимович                          | 1904—1974                                              | 17.02.1938                                             | —                                                      | 03.04.1939                                             | —                                                      | 04.06.1940                                             |
| Левченко, Гордей Иванович                              | 1897—1981                                              | 17.02.1938                                             | 03.04.1939                                             | —                                                      | —                                                      | 04.06.1940                                             |
| Лудри, Иван Мартынович                                 | 1895—1937                                              | —                                                      | 20.11.1935                                             | —                                                      | —                                                      | —                                                      |
| Несвицкий, Николай Николаевич                          | 1893—1945                                              | 28.03.1939                                             | —                                                      | —                                                      | —                                                      | 04.06.1940                                             |
| Немитц, Александр Васильевич                           | 1879—1967                                              | —                                                      | 17.02.1936                                             | —                                                      | —                                                      | 21.05.1941                                             |
| Озолин, Яков Иванович                                  | 1883—1938                                              | 02.12.1935                                             | —                                                      | —                                                      | —                                                      | —                                                      |
| Октябрьский, Филипп Сергеевич                          | 1899—1969                                              | 14.02.1938                                             | 03.04.1939                                             | —                                                      | —                                                      | 04.06.1940                                             |
| Орлов, Владимир Митрофанович                           | 1895—1938                                              | —                                                      | —                                                      | —                                                      | 20.11.1935                                             | —                                                      |
| Осипов, Кирилл Осипович                                | 1898—1945                                              | 28.11.1935                                             | —                                                      | —                                                      | —                                                      | 04.06.1940                                             |
| Панцержанский, Эдуард Самойлович                       | 1887—1937                                              | —                                                      | 20.11.1935                                             | —                                                      | —                                                      | —                                                      |
| Ралль, Юрий Федорович                                  | 1890—1948                                              | 02.12.1935                                             | —                                                      | —                                                      | —                                                      | 04.06.1940                                             |
| Самборский, Евгений Ксенофонтович                      | 1898—1966                                              | 28.11.1935                                             | —                                                      | —                                                      | —                                                      | 21.07.1944                                             |
| Самойлов, Константин Иванович                          | 1896—1951                                              | 08.05.1939                                             | —                                                      | —                                                      | —                                                      | 04.06.1940                                             |
| Сивков, Александр Кузьмич                              | 1892—1938                                              | 26.11.1935                                             | 25.01.1937                                             | —                                                      | —                                                      | —                                                      |
| Скриганов, Максим Петрович                             | 1892—1951                                              | 15.03.1938                                             | —                                                      | —                                                      | —                                                      | 04.06.1940                                             |
| Смирнов-Светловский, Петр Иванович                     | 1897—1940                                              | 02.12.1935                                             | 15.08.1937                                             | 22.02.1938                                             | —                                                      | —                                                      |
| Ставицкий, Сергей Петрович                             | 1886—1953                                              | 02.12.1935                                             | 03.04.1939                                             | —                                                      | —                                                      | 04.06.1940                                             |
| Степанов, Георгий Андреевич                            | 1890—1957                                              | 02.12.1935                                             | 03.04.1939                                             | —                                                      | —                                                      | 04.06.1940                                             |
| Трайнин, Павел Алексеевич                              | 1895—1956                                              | 03.04.1940                                             | —                                                      | —                                                      | —                                                      | 04.06.1940                                             |
| Трибуц, Владимир Филиппович                            | 1900—1977                                              | 28.03.1939                                             | 28.01.1940                                             | —                                                      | —                                                      | 04.06.1940                                             |
| Унковский, Всеволод Андреевич                          | 1884—1969                                              | 16.05.1939                                             | —                                                      | —                                                      | —                                                      | 04.06.1940                                             |
| Шталь, Александр Викторович                            | 1865—1950                                              | 15.03.1936                                             | 05.04.1940                                             | —                                                      | —                                                      | 04.06.1940                                             |
| Юмашев, Иван Степанович                                | 1895—1972                                              | 28.11.1935                                             | 03.04.1939                                             | —                                                      | —                                                      | 04.06.1940                                             |

## Хронология введения, изменения статуса (соответствия), отмены званий и знаков различия

### 1917
Приказом Морского министра № 125 от 16 апреля 1917 года были отменены погоны Российского Императорского флота. Взамен вводятся нарукавные знаки различия. Звания контр-адмирал, вице-адмирал, адмирал будут отменены только после Октябрьской революции 1917 года, а после их «восстановления» мае 1940 года первичное адмиральское звание контр-адмирал некоторым офицерам высшего командного состава будет присвоено второй раз.
Выдержка из приказа:
… В соответствии с формой одежды, установленной во флотах всех свободных стран объявляю следующие изменения формы одежды чинов флотов и Морского ведомства впредь до окончательной выработки её в установленном порядке:
1) изъять из употребления все виды наплечных погон;
2) ношение шарфа отменить;
3) вензелевое изображение на оружии уничтожить;
4) середину кокарды, впредь до установления фуражки нового образца, закрасить в красный цвет.
Вместо наплечных погон устанавливаю нарукавные отличия из галуна — на сюртук, китель и тужурку — кругом всего рукава, на пальто — только с наружного края.
Сообразно чинам нашивки располагаются следующим образом :
у контр-адмирала — один широкий галун в 3/4 с завитком и под ним два широких по одному без завитков, а сверху пятиконечная звезда;
у вице-адмирала,- такие же галуны, что и у контр-адмирала, но над ними две пятиконечные звезды;
у адмирала, — такие же галуны, как у вице-адмирала, но над ними три пятиконечные звезды.
(Примечание: выделенные фрагменты текста Приказа в некоторых изданиях напечатаны с ошибками)

### 1935—1940
Воинские звания и знаки различия высшего командного состава морских сил РККА (1935—1940)
Введены постановлениями Совета Народных Комиссаров № 2591 для морских сил РККА от 22 сентября 1935 года.
Объявлены приказом Народного Комиссара обороны № 144 от 26 сентября 1935 года.

Законом СССР от 01.09.1939 г. «О всеобщей воинской обязанности» было установлено, что Вооруженные силы СССР состояли из Рабоче-Крестьянской Красной Армии, Рабоче-Крестьянского Военно-Морского Флота, пограничных и внутренних войск НКВД СССР. Военнослужащие и военнообязанные стали подразделяться на рядовой и начальствующий состав. Начальствующий состав разделялся на группы: высшую, старшую, среднюю и младшую.
Каждому военнослужащему командного и начальствующего состава РККА присваивается командное или специальное военное звание, определяемое его военной или специальной подготовкой, служебным стажем и аттестацией.

### 1940—1943
- Генеральские и адмиральские звания в Красной Армии были введены 07.05.1940 указами Президиума Верховного Совета СССР «Об установлении воинских званий высшего командного состава Красной Армии» и «Об установлении воинских званий высшего командного состава Военно-Морского Флота». В соответствии с этими указами вводились воинские звания для строевого командного состава Военно-Морского Флота корабельной службы: контр-адмирал, вице-адмирал, адмирал, адмирал флота.
- Указами Президиума Верховного Совета СССР 06.01.1943 «О введении новых знаков различия для личного состава Красной Армии»[46] и от 15.02.1943 «О введении новых знаков различия для личного состава ВМФ»[47] были введены погоны.